# 迈克·戴维斯
迈克尔·戴维斯（英語：Michael Davis，1956年8月2日—），美国NBA联盟前职业篮球运动员。